# A Song for Simeon
"Bài hát cho Simeon" hoặc còn được gọi là thánh ca Simeon là bài thơ 37 dòng được sáng tác bởi nhà thơ nổi tiếng T. S. Eliot vào năm 1928. Đây là một trong số 5 bài thơ mà Eliot đóng góp vào tập thơ Ariel bao gồm 38 cuốn sách nhỏ viết bởi nhiều tác giả được phát hành bởi nhà xuất bản Faber and Gwyer. Bài thơ là bài thứ 16 bao gồm cả tranh mịnh họa bởi họa sĩ cách tân Edward McKnight Kauffer. Sau này vào năm 1936 và 1963, bài thơ lại được in lại trong bộ sưu tập thơ của Eliot
.
Vào năm 1927, Eliot chuyển sang Anh giáo và các bài thơ của ông, bắt đầu với tập Ariel và ngày thứ tư tro bụi, mang đặc điểm tôn giáo một cách rõ ràng. "Bài hát cho Simeon" là đề tài được các nhà phê bình và nghiên cứu thảo luận cho sự chuyển biến tôn giáo. Trong bài thơ, Eliot kể lại câu chuyện Simeon trong tập 2 của phúc âm Luca, cuộc gặp gỡ Jew một đạo với Mary, Joseph và Jesus đi vào nhà thờ Jerusalem. Được hứa bởi linh hồn thánh rằng ông sẽ không chết cho đến khi gặp được đấng cứu thế, Simeon gặp được Jesus lúc còn bé và xin Chúa cho ông được chết.

## Sáng tác và xuất bản

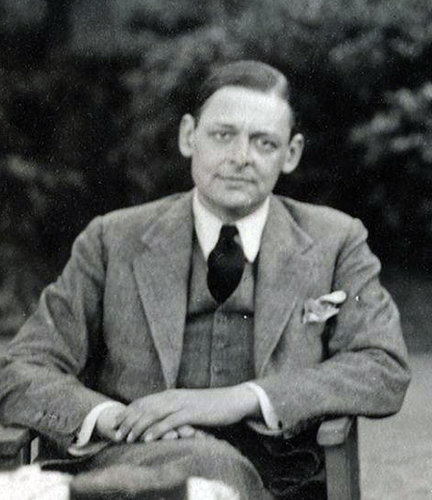
T. S. Eliot vào năm 1934, ảnh của Lady Ottoline Morrell

Vào năm 1927, Eliot trở thành biên tập viên của công ty Faber and Gwyer, sau khi một thời gian làm việc tại ngân hàng và thành công trước đó của tập thơ đầu tay của ông bao gồm "Bản tình ca của J. Alfred Prufrock", "Đất hoang". Vào những làm việc, Eliot dần thay đổi giáo phái của mình sang Anh giáo. Ông chính thức rửa tội vào 29 tháng 6 năm 1927 tại Finstock (Anh). Ông chuyển giáo một cách bí mật nhưng sau đó công bố vào lời giới thiệu đầu tập tiểu luận vào chính năm 1927 rằng ông coi bản thân là một người ủng hộ chủ nghĩa văn học cổ điển, người ủng hộ chế độ quân chủ và là thành viên của Anh giáo. Khi ông công bố, điều đó đã khiến ông đã bị lên án bởi những người xung quanh và ông không thể làm gì khác ngoài việc tìm ra một giáo phái cổ xưa nhất, có ý nghĩa truyền đạt tới niềm tin vào Chúa nhất thứ đã tạo nên văn hóa và nền văn minh cho châu Âu hiện đại. Việc Eliot tham gia Anh giáo đã định hình và ảnh hưởng tới các sáng tác sau này của ông.
Các nhà phê bình về Eliot vì vậy mà cũng thay đổi và họ khẳng định các tác phẩm của Eliot chịu sự ảnh hưởng của chủ đề đạo thiên chúa. Một nhà phê bình tên là Morton Zabel đã nhận xét rằng việc này hướng nghệ thuật của Eliot mang phong cách và ngữ điệu độc đáo và lạ lẫm. Một số nhà phê bình cũng cho việc thay đổi trong nghệ thuật này là điều tốt như Gordon Symes.
Vào năm 1927, ông chủ của Eliot, Geoffrey Faber, yêu cầu ông viết một bài thơ mỗi năm cho tập thơ với đề tài về các kỳ nghỉ dành cho khách hàng của công ty và đốt tác kinh doanh của họ giống như một lời chào giáng sinh.:pp.19,50,376 Tập thơ, được gọi là "Ariel Series", bao gồm 38 cuốn sách nhỏ xuất bản trong thời gian 1927 và 1931 bao gồm thơ và đoạn văn xuôi ngắn chọn lọc từ các nhà văn nhà thơ Anh. Bài thơ đầu tiên mà Eliot viết, "Cuộc hành trình của các đạo sĩ",được in như bài thứ tám trong tập vào tháng 8 năm 1927. Tập thơ được đặt là Ariel bao gồm 38 cuốn sách nhỏ được phát hành từ 1927 cho đến 1931 trong đó là các bài thơ và một đoạn văn ngắn đến từ các tác giả người Anh. Bài thơ đầu tiên àm ông viết có tên là "Hành trình của vị đạo sĩ" được in vào tháng 8 năm 1927. Tiếp đến là các tác phẩm "Bài hát cho Simeon" in vào 24 tháng 9 năm 1928, "Animula" vào tháng 10 năm 1929, "Marina" vào tháng 9 năm 1930 và cuối cùng là "Tháng ba chiến thắng" vào tháng 10 năm 1931.